# Werner Grabherr
Werner Grabherr (* 8. September 1985) ist ein österreichischer Fußballtrainer und ehemaliger Fußballspieler.

## Karriere

### Als Spieler
Grabherr begann seine Karriere beim FC Riefensberg. 1999 kam er in das BNZ Vorarlberg. Zur Saison 2004/05 wechselte er zum Zweitligisten SCR Altach. Sein Debüt in der zweiten Liga gab er am vierten Spieltag jener Saison, als er gegen den FC Kärnten in Minute 89 für Marc Ender eingewechselt wurde. Nach dem Aufstieg in die Bundesliga in der Saison 2005/06 wechselte er zum Regionalligisten FC Hard. Nach einer Saison für Hard und einer für den Viertligisten FC Bizau wechselte er im Sommer 2008 zum Regionalligisten SC Bregenz. Nach über 100 Pflichtspielen für die Bregenzer wechselte er im Jänner 2012 zum FC Egg. Nach der Saison 2011/12 beendete Grabherr seine Karriere.
Bereits kurz nach seiner Profikarriere und seinem Wechsel in den Amateurfußball besuchte er von 2006 bis 2011 die Leopold-Franzens-Universität in Innsbruck und schloss seine dortigen Studien mit einem Magister in Wirtschaftswissenschaften ab.

### Als Trainer
Bereits zum Ende seiner Profikarriere hin besuchte der damals 20-Jährige im Jahr 2005 den Nachwuchsbetreuerlehrgang und absolvierte nicht einmal ein Jahr später den Trainerlehrgang des Landesverbandes. In der Saison 2007/08 erhielt er die UEFA-B-Lizenz, gefolgt von der UEFA-A-Lizenz 2009/10. In der Saison 2019/20 absolvierte er zudem Lehrgänge für die UEFA-Pro-Lizenz.
Von 2008 bis 2015 arbeitete Grabherr als Nachwuchskoordinator seines ehemaligen Ausbildungsvereins FC Riefensberg. In der Saison 2009/10 fungierte er zudem als Trainer im Nachwuchsbereich des Vereins und war auch 2013 kurzzeitig ein weiteres Mal für den Klub als Nachwuchstrainer tätig. Grabherr wurde im Februar 2012 Marketingleiter seines ehemaligen Klubs SCR Altach. Zur Saison 2013/14 wurde er Co-Trainer der Amateure der Altacher. Nachdem Peter Jakubec Trainer des FC Dornbirn 1913 geworden war, übernahm Grabherr den Posten des Cheftrainers bei den Amateuren. Zur Saison 2016/17 wurde er Co-Trainer der Profis, während der bisherige Co-Trainer Dietmar Berchtold die Amateure übernahm. Im November 2016 wurde er interimistisch Cheftrainer der Altacher, nachdem Damir Canadi zum Ligakonkurrenten SK Rapid Wien gewechselt war. Im Dezember 2016 wurde er von Martin Scherb abgelöst.
Nach der Beurlaubung von Scherb im Mai 2017 übernahm Grabherr die Mannschaft erneut interimistisch für ein Match.
Zur Saison 2018/19 wurde er als Nachfolger von Klaus Schmidt endgültig Cheftrainer und gab dadurch auch seine Tätigkeit als Leiter von Marketing und Kommunikation im Verein auf. Im März 2019 trennte sich Altach von Grabherr, der Verein befand sich nach dem 20. Spieltag auf dem letzten Tabellenrang.
Zur Saison 2020/21 übernahm er den Regionalligisten VfB Hohenems, den er wie bereits bei seiner Übernahme geplant per Jahresende wieder verließ. Unter seiner Führung war Hohenems überlegen Tabellenführer der Vorarlberger Eliteliga. Bereits ab September 2020 arbeitete für den FK Austria Wien in der Spiel- und Gegneranalyse und übte diese Tätigkeit bis April 2021 aus. Des Weiteren war er von Oktober 2020 bis April 2021 in der Fachverbandsunterstützung im Olympiazentrum Vorarlberg in Dornbirn tätig. Seit Mai 2021 ist Grabherr Sportlicher Leiter beim SCR Altach.